# アルロサ航空
アルロサ航空（アルロサこうくう、ロシア語: ЗАО "Авиакомпания АЛРОСА"、英語: CJSC "Air Company ALROSA" もしくは Alrosa Air Company Limited）、旧称アルロサ・ミールヌイ航空（アルロサ・ミールヌイこうくう、英語: Alrosa Mirny Air Enterprise）はロシア・ミールヌイの航空会社。拠点はミールヌイ空港とポリャールヌイ空港、焦点都市はレンスク空港である。国内定期便および国内チャーター便を運航する。

## 歴史
アルロサ・ミールヌイ航空はロシアの鉱業会社アルロサ (ALROSA, ALmazy ROssil SAkha) により設立された。姉妹会社にモスクワに拠点を置くVIP向け旅客チャーター便の運航会社、アルロサ＝アヴィア（ロシア語: АЛРОСА-АВИА）がある。

## 就航都市
アルロサ・ミールヌイ航空の就航都市は以下の通り（2013年1月現在）。
クリミア共和国
- シンフェローポリ国際空港

 イルクーツク州
- イルクーツク – イルクーツク国際空港

 クラスノダール地方
- クラスノダール – クラスノダール国際空港

 クラスノヤルスク地方
- クラスノヤルスク – イェメリャノヴォ空港

 モスクワ /  モスクワ州
- ドモジェドヴォ空港

 ノヴォシビルスク州
- ノヴォシビルスク – トルマチョーヴォ空港

 サンクトペテルブルク /  レニングラード州
- プルコヴォ空港

 サハ共和国
- レンスク – レンスク空港 焦点都市
- ミールヌイ – ミールヌイ空港 拠点
- ウダーチヌイ – ポリャールヌイ空港 拠点
- ヤクーツク – ヤクーツク空港

 スヴェルドロフスク州
- エカテリンブルク – コルツォヴォ空港

 トムスク州
- トムスク - ボガシェヴォ空港（2013年10月6日就航）[2]

## 保有機材

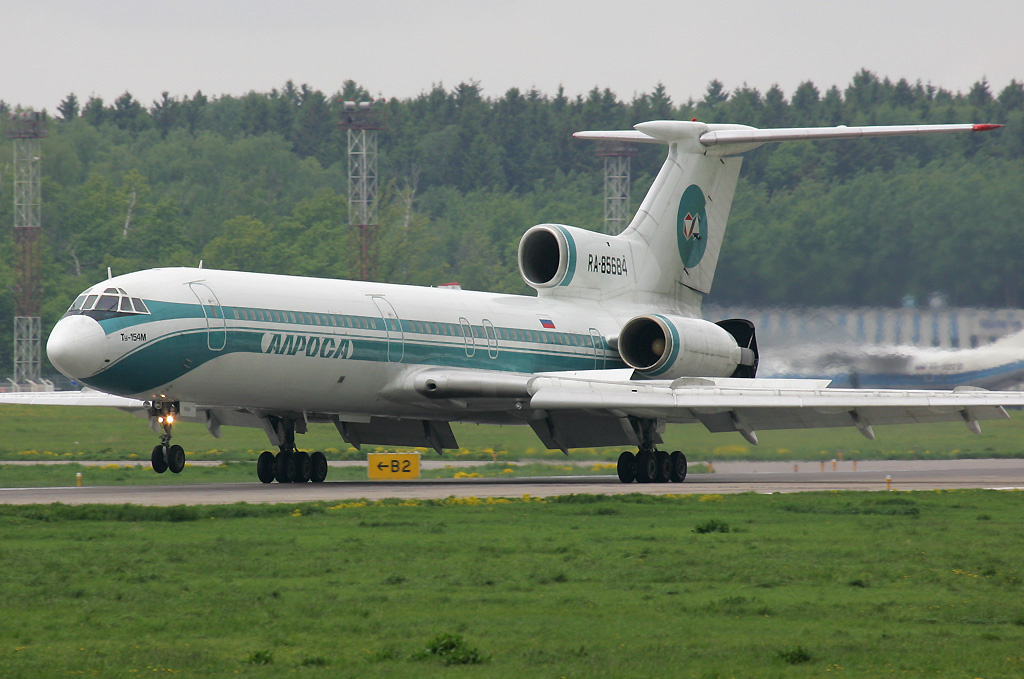
アルロサのTu-154M

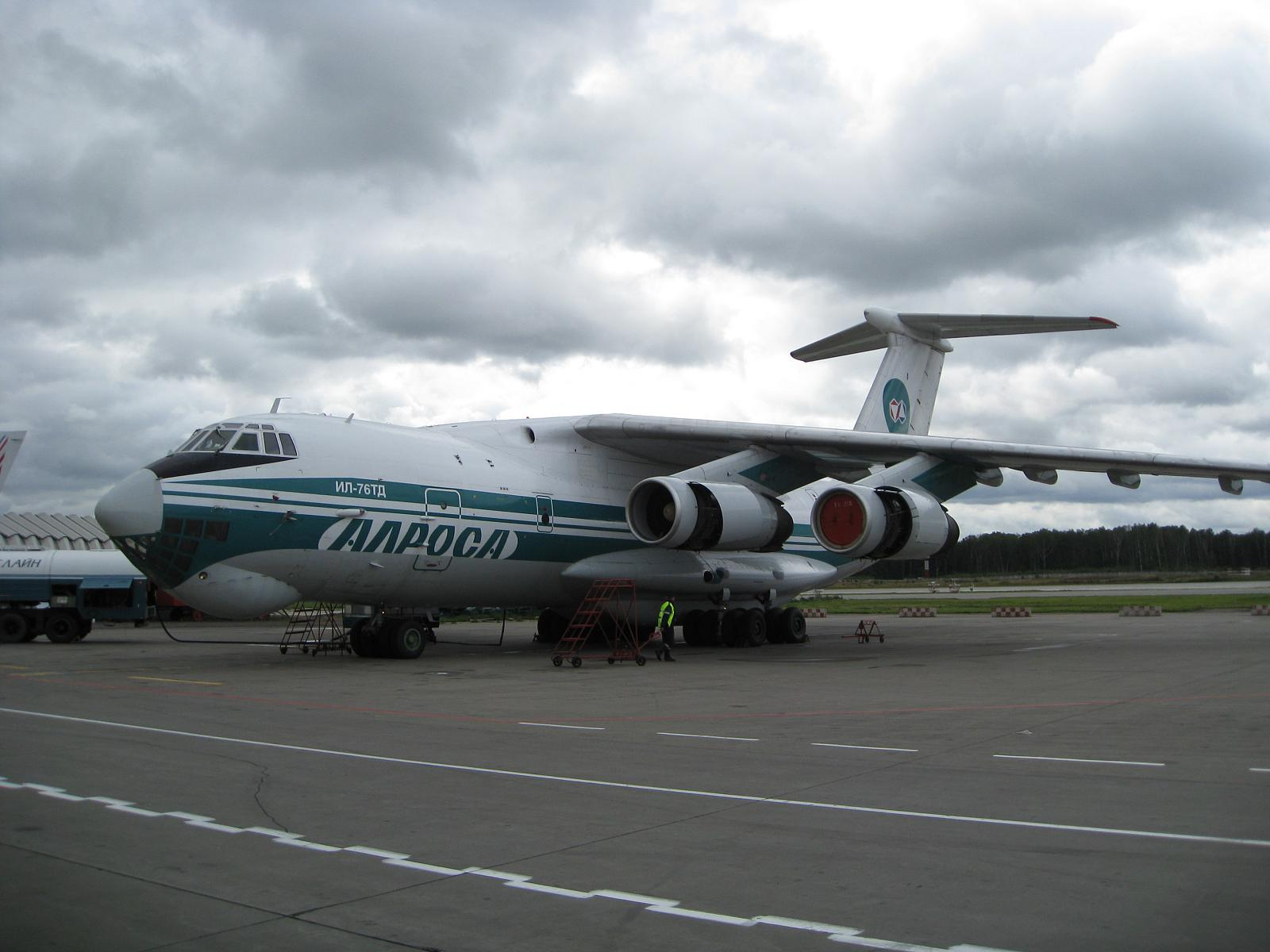
ドモジェドヴォ空港に駐機中のアルロサのIl-76

アルロサ・ミールヌイ航空の保有機材は以下の通り（2013年3月現在）。
| 機種              | 保有数                | 備考 |
| ----------------- | --------------------- | --- |
| Mi-8              | 25                    | |
| Mi-26             | 2                     | |
| An-2              | 6                     | |
| An-24             | 4                     | |
| An-26             | 2                     | |
| An-38-100         | 2                     | |
| ボーイング737-800 | 1（機体記号：EI-FCH） | ミールヌイ-モスクワ線、ミールヌイ-ノヴォシビルスク線、ミールヌイ-クラスノダール線、ミールヌイ-エカテリンブルク線、ミールヌイ-サンクトペテルブルク線で運用。      |
| ボーイング737-700 | 1（機体記号：VQ-BEO） | ヤクーチヤ航空からウェット・リース。ミールヌイ-モスクワ線、ミールヌイ-ノヴォシビルスク線、ミールヌイ-クラスノダール線、ミールヌイ-サンクトペテルブルク線で運用。 |
| Tu-134            | 2                     | |
| Tu-154M           | 7                     | |
| Il-76TD           | 4                     | |

同社はボーイング737NGの導入による古くなったTu-154の置き換え、およびヤクーチヤ航空からリースした737-700での乗務員の訓練を計画している。

## 事件・事故
2010年9月7日、飛行中にアルロサ・ミールヌイ航空514便（機材：Tu-154M、機体記号RA-85684）で電気的故障が発生した。同便は最寄りのイジマ空港への緊急着陸に成功したが、草が生い茂った滑走路をオーバーランし機体が大破した。乗員乗客81人が搭乗していたが全員脱出し、無傷であった。同便はポリャールヌイ空港（ウダーチヌイ）発ドモジェドヴォ国際空港（モスクワ）行きの定期旅客便として運航されていた。